# Рецесиона брзина
Рецесиона брзина је брзина којом се објекат удаљава од нечега, нпр. посматрача или — чешће — Земље.

## Употреба у космологији
Рецессиона брзина је најбитнија за удаљене галаксије, које се (због Хaбловог закона) удаљавају једна од од друге по принципу црвеног помераја, тј. сразмерно њиховој удаљености од Земље. Црвени померај се обично тумачи као последица рецесионе брзине и може се рачунати према следећој формули:
{\displaystyle v=H_{0}D,}
где је {\displaystyle H_{0}} Хаблова константа, {\displaystyle D} интервентна удаљеност, а {\displaystyle v} рецесиона брзина, углавном у km/s.
Рецесиона брзина галаксије се обично рачуна из црвеног помераја посматраног у свом емитованом електромагнетном зрачењу. Удаљеност до галаксије је тада процењена применом Хабловог закона. Како се растојање стално повећава, брзина рецесије је такође у порасту по јачини. Дакле, рецесиона брзина у ствари није баш одговарајући назив; „правилнија” терминологија којом би ова појава требало да се идентификује би била рецесионо убрзање.